# 双古城水库
双古城水库是中国内蒙古自治区乌兰察布市凉城县境内的一座水库，位于弓坝河上，建于1962年。水库正常库容为170万立方米，集雨面积为192平方千米，海拔为13505米。